# 蒙东维尔圣让
蒙东维尔圣让（法語：Mondonville-Saint-Jean，法語發音：[mɔ̃dɔ̃vil sɛ̃ ʒɑ̃]）是法国厄尔-卢瓦省的一个市镇，位于该省东部偏南，属于沙特尔区。

## 地理
蒙东维尔圣让（48°21'50"N, 1°49'31"E）面积5.44 平方千米，位于法国中央-卢瓦尔河谷大区厄尔-卢瓦省，该省份为法国北部内陆省份，北起顺时针与厄尔省、伊夫林省、埃松省、卢瓦雷省、卢瓦-谢尔省、萨尔特省和奧恩省接壤。
蒙东维尔圣让的时区为UTC+01:00、UTC+02:00（夏令时）。

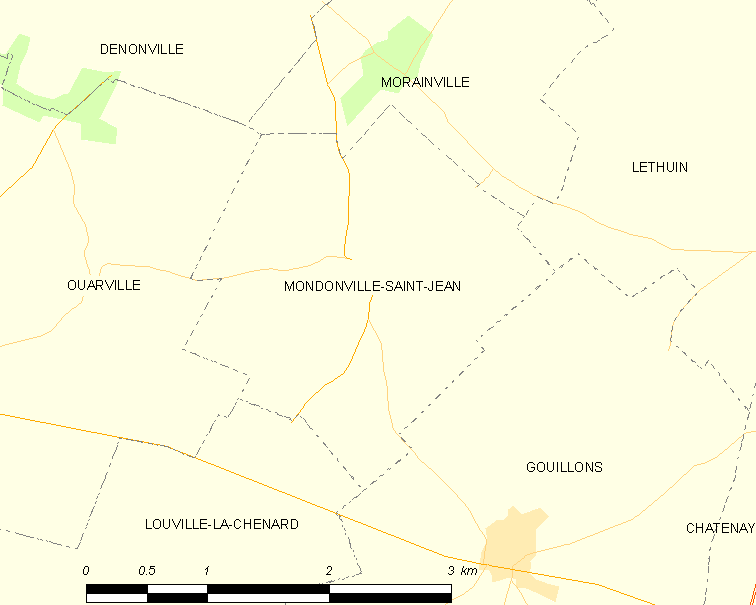
蒙东维尔圣让的OSM定位图

## 行政
蒙东维尔圣让的邮政编码为28700，INSEE市镇编码为28257。

## 政治
蒙东维尔圣让所属的省级选区为欧诺县。

## 人口

1962-2008年间蒙东维尔圣让人口变化图示

蒙东维尔圣让于2022年1月1日时的人口数量为93人。